# 레퍼드 (프로게이머)
레퍼드(본명: 복한규, 1992년 1월 30일 ~ )는 대한민국의 전직 리그 오브 레전드 프로게이머이다. 게임 해설자로도 활동했다. 현재는 프로게임단 지도자로 활동하고 있다. 아주부 블레이즈 시절 FantasyStar라는 아이디를 사용하였으며 이후에는 Reapered를 사용하고 있다. 현재 센고쿠 게이밍의 감독을 맡고 있다.

## 선수 시절
2011년 11월, 아주부 블레이즈에 입단하면서 프로 커리어를 시작했다. 2012 스프링 시즌 좋은 모습을 보여주면서 팀의 우승에 기여했다.
2013시즌을 앞두고 SK텔레콤 T1의 1팀에 입단했다. 스프링 시즌에서는 부진한 모습을 보여주면서 챔피언스에서 조기에 탈락했다.
2013년 Eat Sleep Game에 입단했다. 입단 이후 정글로 포지션을 변경했다. 이후 팀이 진에어에 인수되면서 진에어 그린윙스 팰컨스에 합류했다. 
2014년 1월 22일, 현역에서 은퇴했다.

## 해설자
리그 오브 레전드 월드 챔피언십 시즌 2 결승전 경기를 중계하기도 했다. 2012년 11월 13일부터 LCK 윈터 시즌 해설자로 나오기도 했다.
리그 오브 레전드 월드 챔피언십 시즌 3에서는 객원 해설로 출현했다. 2014년 LoL 마스터즈에서는 온게임넷의 해설위원으로 활약했다.

## 지도자 생활
2015년 4월, 에드워드 게이밍의 코치로 부임했다.
2016년 5월, 클라우드 나인의 감독으로 부임했다. 리그 오브 레전드 월드 챔피언십 2018에서 팀의 4강 진출에 기여했다.
2021년 4월, 100 씨브스의 감독으로 부임했다. 2021 서머 시즌 팀의 우승에 기여했다.
2023시즌을 앞두고 센고쿠 게이밍의 감독 겸 단장으로 부임했다.

## 소속팀

### 선수
| # | 팀명            | 소속 기간             | 소속 리그 | 비고 |
| - | --------------- | --------------------- | --------- | ---- |
| 1 | 아주부 블레이즈 | 2011.11~2012.10.21    | LCK       |      |
| 2 | SK텔레콤 T1 1팀 | 2012.12.13~2013.6.14  | LCK       |      |
| 3 | Eat Sleep Game  | 2013.06.15~2014.01.22 | LCK       |      |

### 지도자
| # | 팀명            | 직책 | 소속 기간             | 소속 리그 | 비고 |
| - | --------------- | ---- | --------------------- | --------- | ---- |
| 1 | 에드워드 게이밍 | 코치 | 2015.04.26~2016.01.09 | LPL       |      |
| 2 | 클라우드 나인   | 감독 | 2016.05.16~ 2020.9.15 | LCS       |      |
| 3 | 100 씨브스      | 감독 | 2021.04.18~2022.11.08 | LCS       |      |
| 4 | 센고쿠 게이밍   | 감독 | 2022.12.25~           | LJL       |      |

## 수상 내역

### 선수
- 아주부 리그 오브 레전드 더 챔피언스 스프링 2012 우승
- IEM 시즌 11 쾰른 우승
- IEM 시즌 7 그랜드 파이널 4강

### 지도자
- 리그 오브 레전드 프로리그 스프링 2015 준우승
- 리그 오브 레전드 챔피언십 시리즈 서머 2016 준우승
- 리그 오브 레전드 챔피언십 시리즈 스프링 2017 준우승
- 리그 오브 레전드 챔피언십 시리즈 서머 2018 준우승
- 리그 오브 레전드 월드 챔피언십 2018 4강
- 리그 오브 레전드 챔피언십 시리즈 서머 2019 준우승
- 리그 오브 레전드 챔피언십 시리즈 스프링 2020 우승
- 리그 오브 레전드 챔피언십 시리즈 최고의 감독상 (LCS 스프링 2019, LCS 스프링 2020)